# Laurence Gardner
Laurence Gardner (ur. 17 maja 1943, zm. 12 sierpnia 2010 w Exeter) – brytyjski pisarz, autor licznych książek związanych z rewizjonizmem historycznym.
Pierwszą książką Laurence'a Gardnera była Krew z krwi Jezusa. Święty Graal i tajemnica potomków Jezusa (oryg. Bloodline of the Holy Grail) opublikowana w 1996 roku. Książka była publikowana również fragmentami w „Daily Mail”, przez który uznana została za bestseller. Autor użył swoich książek do zaproponowania kilku teorii, w tym przekonania, że Jezus i Maria Magdalena byli małżeństwem i mieli dzieci, których potomkowie pojawiają się m.in. w legendach o Królu Arturze. Potomkowie Jezusa, określani jako desposyni, według autora wchodzili również w skład rodu Stuartów. W swojej książce Zapomniane sekrety świętej Arki twierdził, że Arka Przymierza była maszyną do produkcji „monoatomowego złota” – eliksiru, który mógłby być użyty w celu przedłużenia życia. Jego książki zawierają także teorie na temat masonerii, templariuszy, świętego Graala i wspólnych korzeni kultu Atona i judaizmu.

## Przykłady rewizjonistycznych teorii
W swoich publikacjach Laurence Gardner poddał na podstawie podań historycznych i badań archeologicznych rewizji wiele tematów z życia Jezusa Chrystusa i genezy chrześcijaństwa. W książce Krew z krwi Jezusa. Święty Graal i tajemnica potomków Jezusa wyraził wątpliwość w odniesieniu do Nazaretu:

Według Listu św. Pawła do Hebrajczyków (7, 14) Jezus pochodził z plemienia Judy, z tej samej linii, co król Dawid. Pisma powiadają także, że był „nazarejczykiem", co nie znaczy jednakże, że pochodził z miasta Nazaret. Łukasz (2, 39) głosi wprawdzie, że rodzina Józefa pochodziła z Nazaretu, jednakże termin nazarejczyk lub nazyrejczyk bądź nazirejczyk (zwykle te terminy są rozgraniczane; nazarejczyk to „judeochrześcijanin", nazyrejczyk lub nazirejczyk - „żydowski asceta"; autor używa ich synonimicznie) odnosił się ściśle do sekty, nie miał żadnego związku z miastem. (...)
Jest punktem spornym, czy miasto Nazaret w ogóle istniało za życia Jezusa, gdyż nie pojawia się na mapach ani w żadnych książkach, dokumentach, kronikach czy zapiskach wojskowych z tego okresu, nie ma go też w rzymskich czy lokalnych spisach11. Nawet św. Paweł, który w swoich listach relacjonuje wiele działań Jezusa, nie wspomina o Nazarecie. Tak więc każde odwołanie do Nazaretu w przekładach współczesnych należy uznać za niewłaściwe – wywodzące się z błędnej interpretacji słowa Nazarene. Na ile dało się to ustalić osada Nazaret (nie wymieniana w Tahnudzie) nie miała znaczenia przed zniszczeniem Jerozolimy przez Rzymian w 70 roku.

Autor podważył również kwestię niepokalanego poczęcia Jezusa:

Zarówno Mateusz (l, 18), jak i Łukasz (2, 5) stwierdzają, że Maria była „poślubiona" Józefowi, i stąd też mówią o niej jako o jego „żonie". Jak ustalono, w tym wypadku „poślubiona" nie znaczy „zaręczona" – a odnosi się do kontraktu ślubnego. Ale w jakich okolicznościach o zamężnej kobiecie można by powiedzieć „dziewica"? (...) hebrajskie słowo almah błędnie przetłumaczono jako „dziewica" (virgo) i niewłaściwie zrozumiano jako virgo intacta. (...) prawdziwe znaczenie almah to „młoda kobieta" (bez seksualnego kontekstu). Stąd też w przypadku Marii było całkiem prawdopodobne, że była zarówno almah, jak i żoną Józefa. Przyjrzyjmy się jeszcze raz wypadkom opisanym przez Mateusza. Kiedy Józef dowiedział się o ciąży Marii, musiał zdecydować, czy ukryć żonę czy nie. Oczywiście jest absolutnie normalne, że żona zachodzi w ciążę. Ale w przypadku Marii było inaczej. Jako żona „dynastycznego" małżonka, Maria podlegała zasadom linii mesjasza (namaszczonego) pochodzącej od króla Dawida i kapłana Sadoka. Maria, kobieta zamężna, w istocie przechodziła nakazany w hierarchii dynastycznej okres próbny – podczas którego obowiązywał zakaz zbliżeń seksualnych – i jest zrozumiałe, że Józef przeżył osobisty wstrząs, odkrywszy, że Maria poczęła. Sytuację rozwiązał dopiero wysoki rangą kapłan Ebiatar (nazywany Gabrielem)12 zezwalając na rozwiązanie. (...) W opowieści Łukasza ciąża Marii, mająca święte konsekwencje, zyskała aprobatę dzięki mediacji anioła Gabriela. Jest to znane jako Zwiastowanie, ale miało głównie związek z usankcjonowaniem owego stanu, nie z zapowiedzią. W przypadku Józefa i Marii wygląda na to, że zasady dynastycznego stanu małżeńskiego pogwałcono, gdyż Maria urodziła Jezusa o „złej" porze roku (niedziela, l marca 7 roku p.n.e.). (...) I w taki to sposób Maria nie tylko poczęła jako almah, ale również urodziła jako almah, przed drugim ślubem.

Laurence Gardner porusza również w jednej ze swoich książek kwestię zmartwychwstania:

W pracach św. Ignacego z Antiochii znajdował się zapis listu biskupa Klemensa z Aleksandrii (ok. 150-215), Ojca Kościoła. Był zaadresowany do Teodora. Był tam również nieznany fragment Ewangelii według św. Marka. Klemens stwierdzał w liście, że oryginalną Ewangelię według św. Marka zatajono, ponieważ nie odpowiadała wymogom Kościoła. W liście czytamy:
Gdyż jeśli nawet rzekli coś prawdziwego, ten, kto Prawdę kocha, nie powinien się z nimi zgadzać. Jako że nie wszystkie rzeczy prawdziwe są Prawdą; ani prawda, która zdaje się prawdziwa wedle ludzkich opinii, winna być wywyższona ponad prawdziwą Prawdę – Prawdę wiary.
Ewangelię według św. Marka opublikowano pierwszą i posłużyła ona częściowo za podstawę innym Ewangeliom synoptycznym – Mateusza i Łukasza. List biskupa Klemensa kończy się oficjalną instrukcją, która ma zapewnić utrzymanie w tajemnicy oryginalnego tekstu Marka:
Nie wolno nigdy im ustępować. Ani gdy przedłożą swe fałszerstwa, nie wolno przyznawać im racji, że tajna Ewangelia jest dziełem Marka – ale powinno się temu zaprzeczyć pod przysięgą. Gdyż nie wszystkie rzeczy prawdziwe winny być powiedziane wszystkim ludziom.
W usuniętej części Ewangelii jest relacja o powstaniu Łazarza z martwych – ale w tej relacji Łazarz (Szymon Mag/Zelota) woła do Jezusa z grobu, jeszcze przed odsunięciem głazu. Dzięki temu jest całkiem jasne, że człowiek ten nie był martwy w sensie fizycznym – co obala uparte twierdzenie Kościoła, że należy uznać powstanie z martwych za cud.

## Publikacje
- Bloodline of The Holy Grail: The Hidden Lineage of Jesus Revealed (1996) (ISBN 1-85230-870-2)
- Genesis of the Grail Kings: The Astonishing Story of the Ancient Bloodline of Christ and the True Heritage of the Holy Grail (1999) (ISBN 0-553-81774-4)
- Illustrated Bloodline of the Holy Grail (2000) (ISBN 1-86204-770-7)
- Realm of The Ring Lords: The Ancient Legacy of the Ring and the Grail (2003) (ISBN 1-931412-14-6)
- Lost Secrets of the Sacred Ark: Amazing Revelations of the Incredible Power of Gold (2004) (ISBN 0-00-714295-1)
- The Magdalene Legacy: The Jesus and Mary Bloodline Conspiracy (2005) (ISBN 0-00-720085-4)
- The Shadow of Solomon: The Lost Secret of the Freemasons Revealed (2005) (ISBN 1-57863-404-0)
- The Grail Enigma: The Hidden Heirs of Jesus and Mary Magdalene (2008) (ISBN 0-00-726694-4)